# Гвајана на Светском првенству у атлетици у дворани 2014.
Гвајана је учествовала на Светском првенству у атлетици у дворани 2014. одржаном у Сопоту од 7. до 9. марта девети пут. Репрезентацију Гвајане представљало је двоје такмичара (1 мушкарац и 1 жена), који су се такмичили у две дисциплине.,
На овом првенству Гвајана није освојила ниједну медаљу. Није било нових националних, личних и рекорда сезоне.

## Учесници
| Мушкарци: - Адам Харис — 60 м | Жене: - Мелиса Кадл — 400 м |  |

## Резултати

### Мушкарци
| Атлетичар  | Дисциплина | Лични рекорд | Квалификација | Квалификација | Полуфинале | Полуфинале | Финале               | Финале      | Детаљи |
| Атлетичар  | Дисциплина | Лични рекорд | Резултат      | Место         | Резултат   | Место      | Резултат             | Место       | Детаљи |
| ---------- | ---------- | ------------ | ------------- | ------------- | ---------- | ---------- | -------------------- | ----------- | ------ |
| Адам Харис | 60 м       | 6,55 НР      | 6,62 КВ       | 2. у гр. 6    | 6,59       | 3. у гр. 3 | Није се квалификовао | 9 / 43 (44) |        |

### Жене
| Атлетичарка | Дисциплина | Лични рекорд | Квалификација | Квалификација | Полуфинале            | Полуфинале            | Финале                | Финале  | Детаљи |
| Атлетичарка | Дисциплина | Лични рекорд | Резултат      | Место         | Резултат              | Место                 | Резултат              | Место   | Детаљи |
| ----------- | ---------- | ------------ | ------------- | ------------- | --------------------- | --------------------- | --------------------- | ------- | ------ |
| Мелиса Кадл | 400 м      | 53,08        | 54,56         | 5. у гр. 3    | Није се квалификовала | Није се квалификовала | Није се квалификовала | 17 / 18 |        |